# Département de Tunuyán
Le département de Tunuyán est une des 18 subdivisions de la province de Mendoza, en Argentine. Son chef-lieu est la ville de Tunuyán.
Le département a une superficie de 3 317 km2. Il comptait 42 125 habitants en 2001.

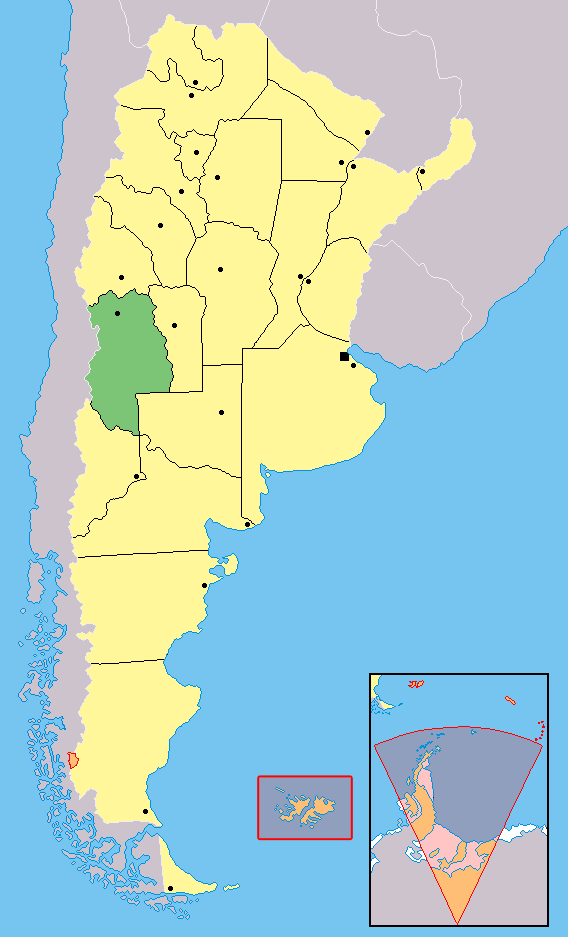
Localisation de la provincede Mendoza en Argentine

## Villes et localités
- Campo de los Andes
- Colonia Las Rosas
- Tunuyán, chef-lieu